# Olympique de Moka
Olympique de Moka est un club mauricien de football, basé à Moka. 
Le club a succédé au Sunrise Flacq United. 

## Histoire
Fondé en 2000, le club évolue en première division mauricienne de 2000 à 2008, puis en deuxième division de 2008 à 2009. Il joue en troisième division mauricienne depuis 2010. 
Le club participe à la Ligue des champions en 2002 (tour préliminaire) et la Coupe d'Afrique des vainqueurs de coupe en 2003 (1er tour).

## Palmarès
- Championnat de Maurice (1)
  - Champion : 2001

- Coupe de Maurice
  - Finaliste : 2001, 2002

- Coupe de la République
  - Finaliste : 2001